# Somerville College (Oxford)
Pour les articles homonymes, voir Somerville.
Somerville College est l'un des collèges constitutifs de l'université d'Oxford fondé en 1879 sous le nom de Somerville Hall, comme collèges pour femmes. Il devient mixte en 1994. Plusieurs personnalités y ont étudié, parmi elles, Vera Brittain, Indira Gandhi, Dorothy Hodgkin, Iris Murdoch, Dorothy L. Sayers ou encore Margaret Thatcher. 

## Historique

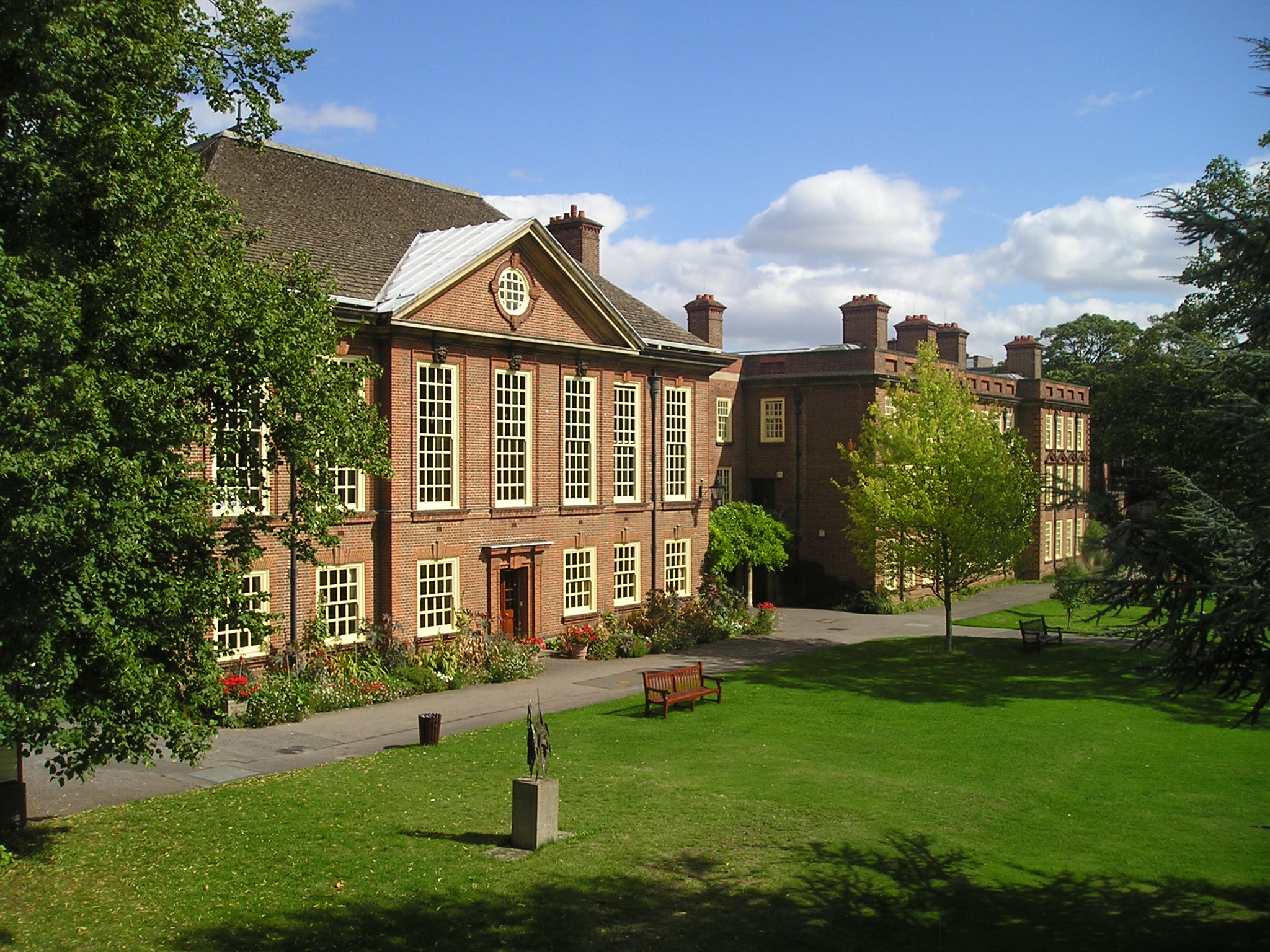
Maitland Hall

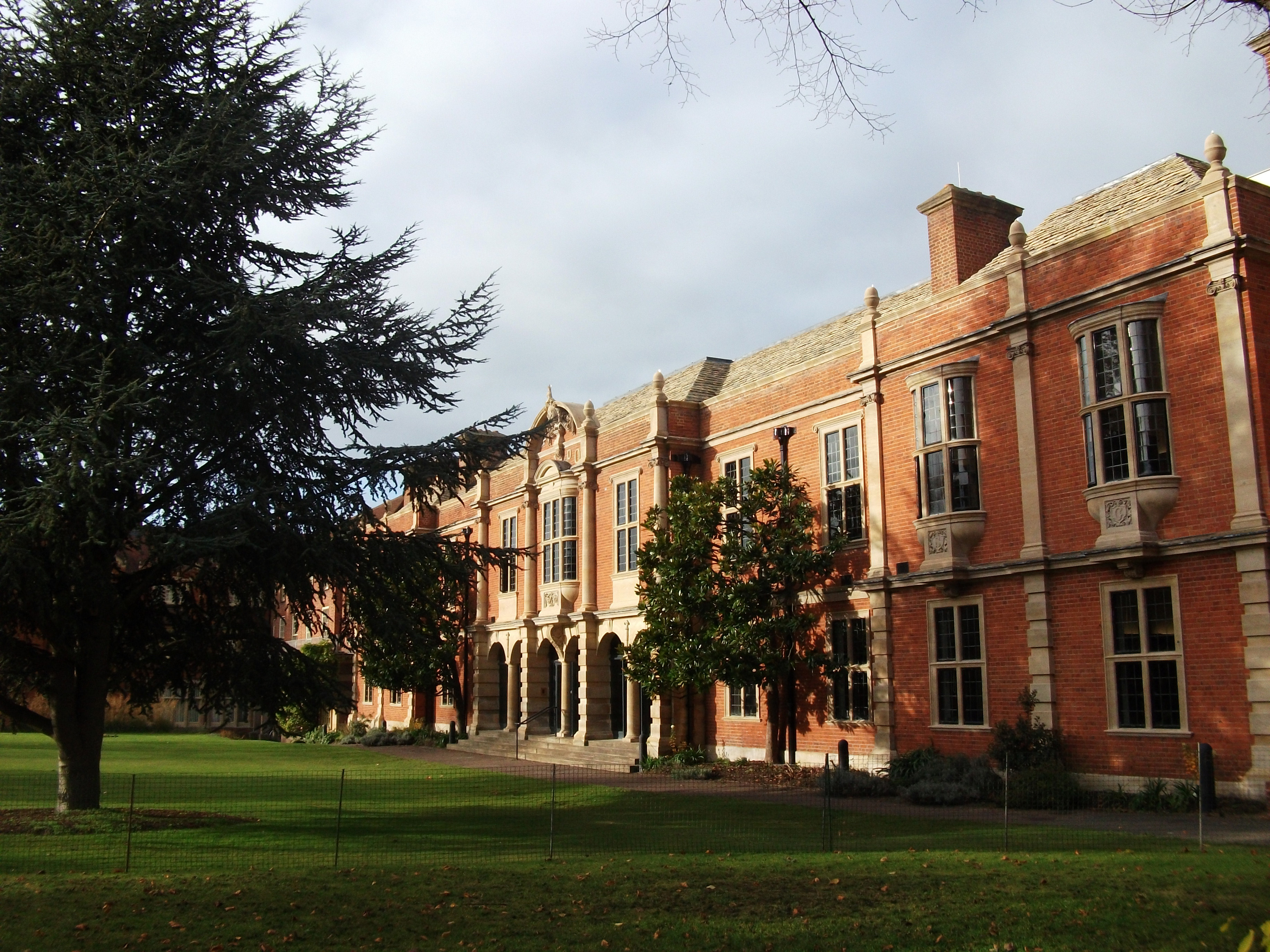
La bibliothèque.

L'Association pour l'enseignement supérieur des femmes est créée en juin 1878, dans la perspective de la création éventuelle d'un collège pour femmes à Oxford. Quelques-uns des membres les plus éminents de l'association y participent, George Granville Bradley, principal de University College, le philosophe et fellow de Balliol College Thomas Hill Green et l'évêque anglican Edward Stuart Talbot, warden de Keble College. Talbot souhaitait que le nouveau collège ait une identité anglicane spécifiée, ce qui n'était pas acceptable pour d'autres membres, aussi les deux parties se sont finalement séparées, et le groupe de Talbot a fondé un autre établissement, Lady Margaret Hall.
En 1879, un deuxième comité était formé pour créer un collège « dans lequel aucune distinction ne sera faite entre les étudiants sur la base de leur appartenance à différentes dénominations religieuses ». Ce deuxième comité comprenait John Percival, George Kitchin, Thomas Hill Green, A. H. D. Ackland, Mary Augusta Ward, William Sidgwick, Henry Nettleship, et Augustus George Vernon Harcourt. Ce nouvel effort aboutit à la fondation de Somerville Hall, nommée en l'honneur de la mathématicienne écossaise Mary Somerville. Somerville Hall prend son nom actuel en 1894.
Somerville College est réquisitionné pour servir d'hôpital durant la Première Guerre mondiale — Robert Graves et Siegfried Sassoon notamment y ont été soignés —. Les premières lignes de Siegfried's Progress par Sassoon font référence au collège. Le collège se réinstalle à St Mary Hall Quad, d'Oriel College durant cette période.
Somerville est resté un collège pour femmes jusqu'à 1992, date à laquelle ses statuts ont été changés pour permettre étudiants et fellows masculins ; les premiers fellows masculins sont nommés en 1993, et les premiers étudiants masculins s'inscrivent en 1994.

## Personnalités liées au collège

### Principales
- Emily Georgiana Kemp (1860-1939), ancienne étudiante qui fit en 1932 un don pour la construction de la chapelle du collège (en).
- Madeleine Shaw Lefevre (1879-1889)
- Agnes Catherine Maitland (1889-1906)
- Emily Penrose (1907-1926)
- Margery Fry (1926-1930)
- Helen Darbishire (1931-1945)
- Janet Vaughan (1945-1967)
- Barbara Craig (1967-1980)
- Daphne Park (1980-1989)
- Catherine Hughes (1989-1991)
- Fiona Caldicott (1996-2010)
- Alice Prochaska (2010-2017)
- Janet Royall (depuis 2017)

### Autres personnalités
- Mildred Pope, linguiste, fellow.
- Helena Hamerow, archéologue, fellow.
- Alice Bruce, vice-principale de 1898 à 1929.
- Maude Clarke, historienne, vice-principale de 1933 à 1935.
- Phoebe Sheavyn, critique littéraire, fellow de 1897 à 1907.

### Anciens étudiants
- Marjorie Abbatt
- Goga Ashkenazi
- Irena Backus
- Jo Baker
- Margaret Ballinger
- Sunethra Bandaranaike
- Nina Bawden
- Anthea Bell
- Nicola Blackwood
- Lucy M. Boston
- Marjorie Boulton
- Christine Brooke-Rose
- Vera Brittain
- Stella Browne
- A. S. Byatt
- Averil Cameron
- Maude Clarke
- Thérèse Coffey
- Susan Cooper
- Anne Crone
- Valerie Todd Davies
- Harry Escott
- Margery Fisher
- Penelope Fitzgerald
- Philippa Foot
- Margaret Forster
- Celia Fremlin
- Cindy Gallop
- Indira Gandhi
- Lilian Jane Gould
- Judith Green
- Margaret Haig Thomas
- Frances Hardinge
- Amanda Harlech
- Julia Higgins
- Dorothy Crowfoot Hodgkin
- Winifred Holtby
- Mary Honeyball
- Evelyn Irons
- Svava Jakobsdóttir
- Louise Johnson
- Margaret Kennedy
- Kathleen Kenyon
- Emma Kirkby
- Nicole Krauss
- Akua Kuenyehia
- Barbara Wharton Low
- Christabel Marshall
- Rose Macaulay
- Jacqueline Mitton
- Ottoline Morrell
- Helen Muir
- Iris Murdoch
- Nozipho Mxakato-Diseko
- Ann Oakley
- Kathleen Ollerenshaw
- Daphne Osborne
- Daphne Park
- Catherine Powell
- Dilys Powell
- Lucy Powell
- Eleanor Rathbone
- Nesca Robb
- Jane Robinson
- Tessa Ross
- Emma Rothschild
- Katherine Routledge
- Dorothy L. Sayers
- Agnes de Selincourt
- Caroline Series
- Cornelia Sorabji
- Bamba Sutherland
- Margaret Thatcher
- Shriti Vadera
- Janet Vaughan
- Angela Vincent
- Barbara Ward
- Marcia Wilkinson
- Shirley Williams
- Laura Wilson
- Ethel Hurlbatt

## Galerie

Personnalités liées au Somerville College
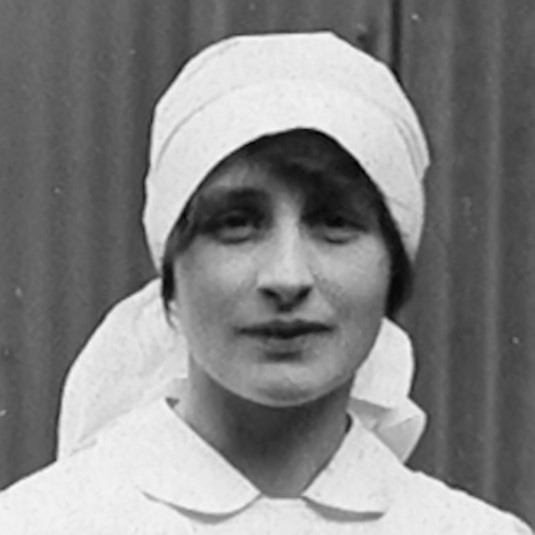
Vera Brittain
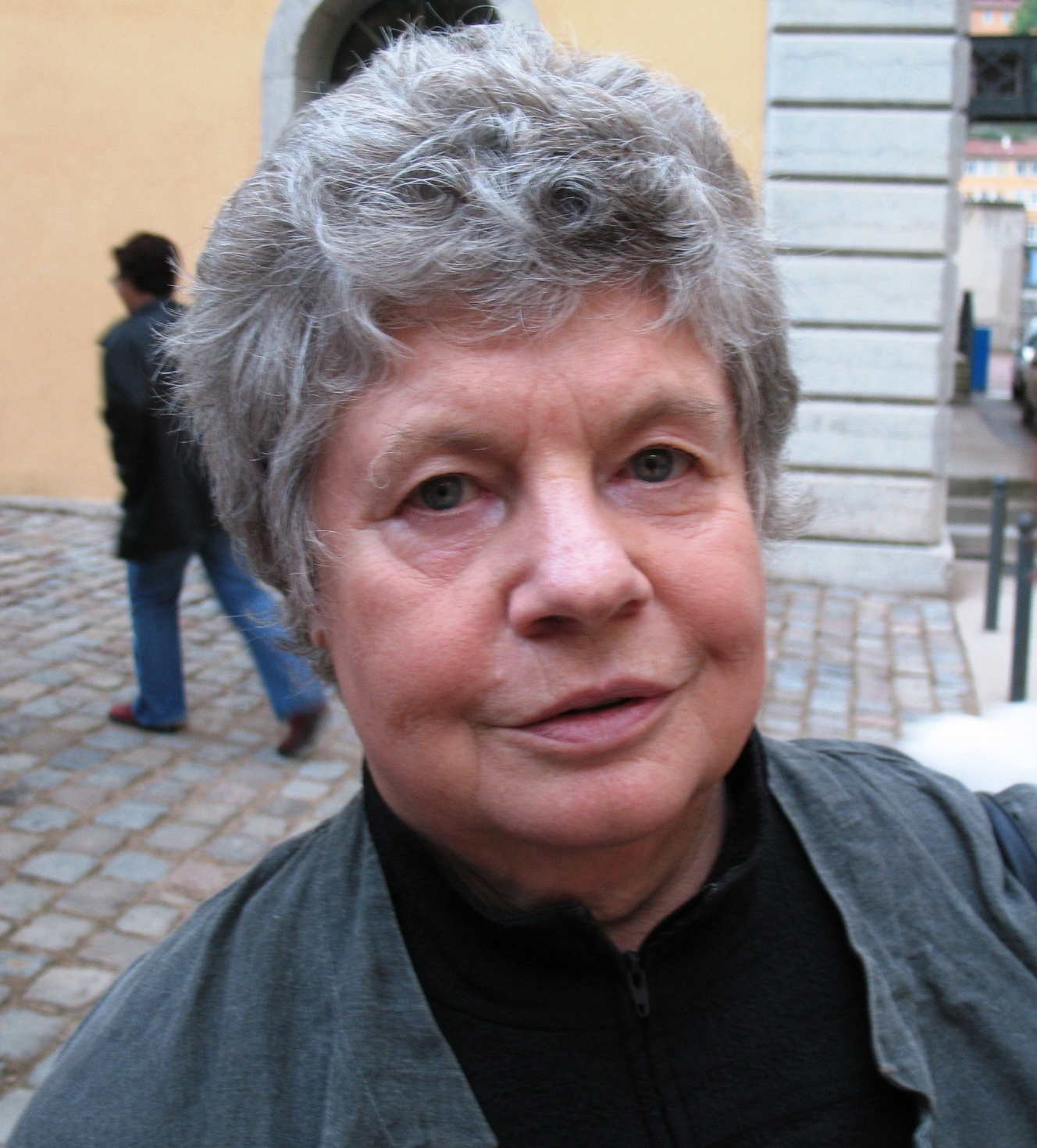
A. S. Byatt
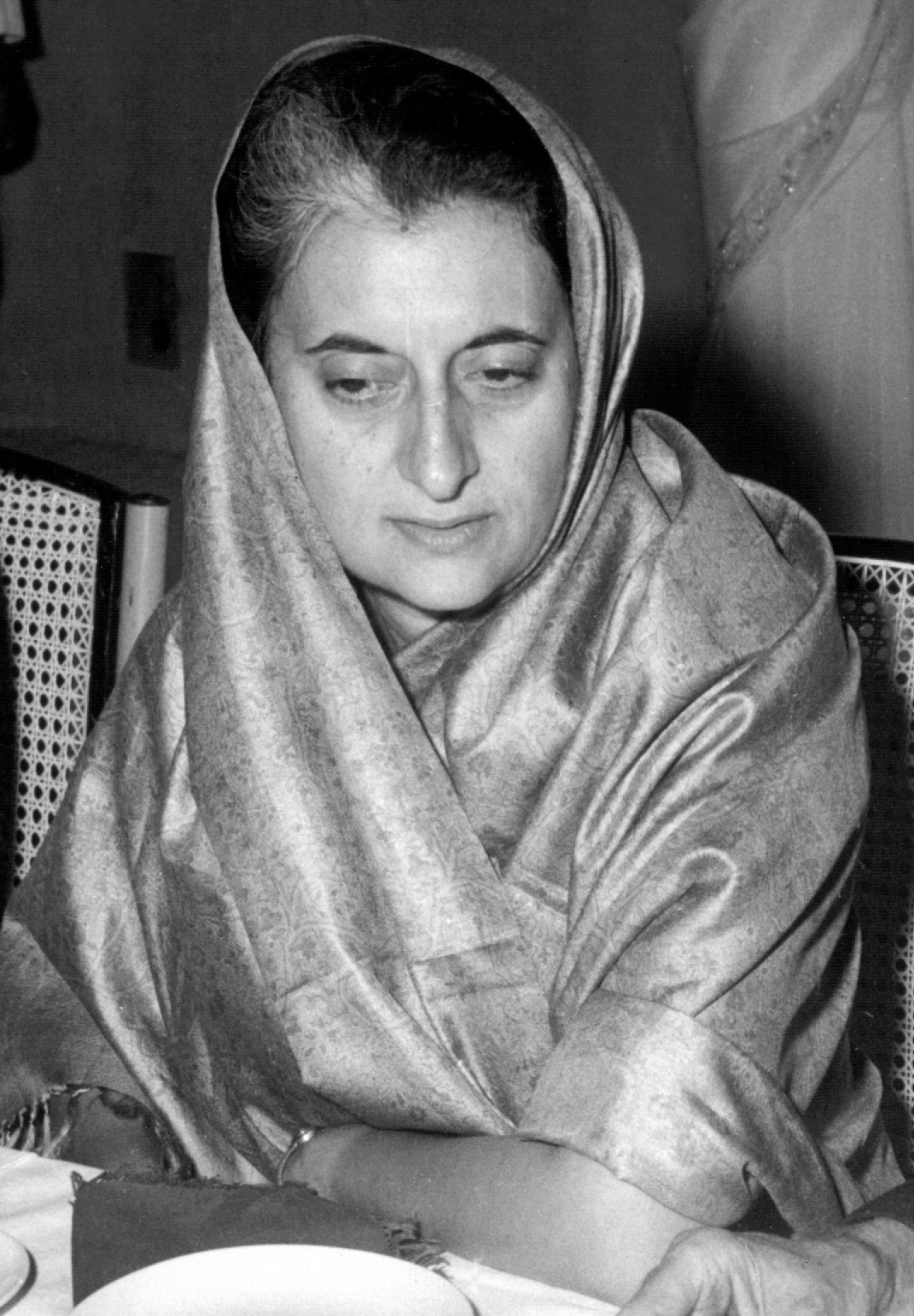
Indira Gandhi
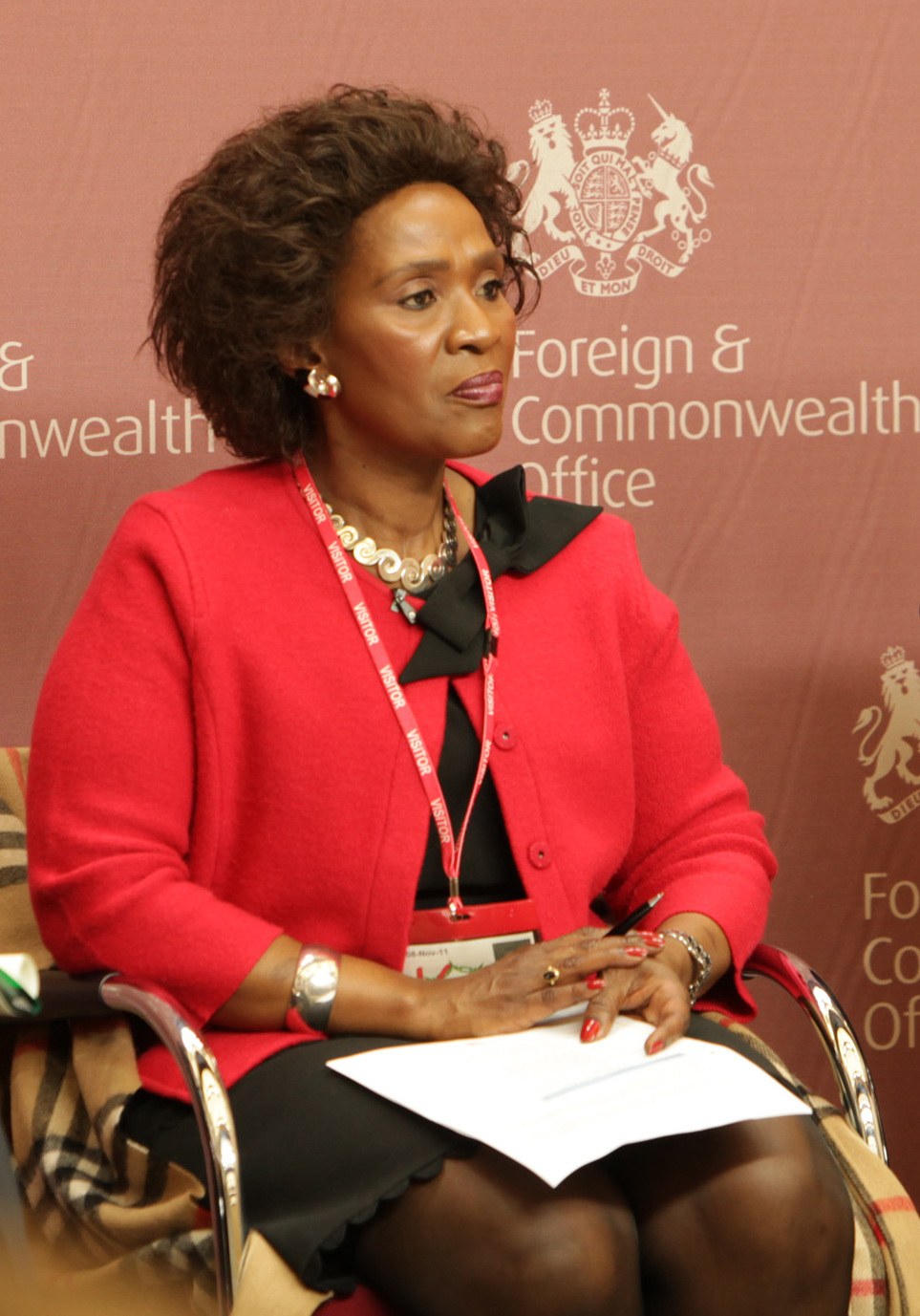
Nozipho Mxakato-Diseko
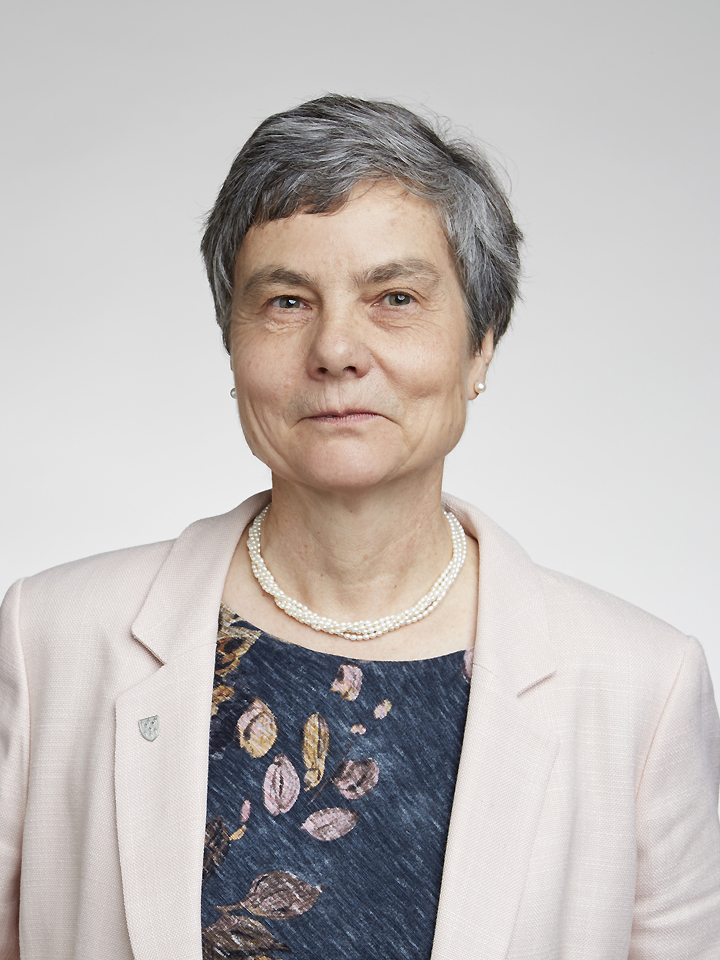
Caroline Series
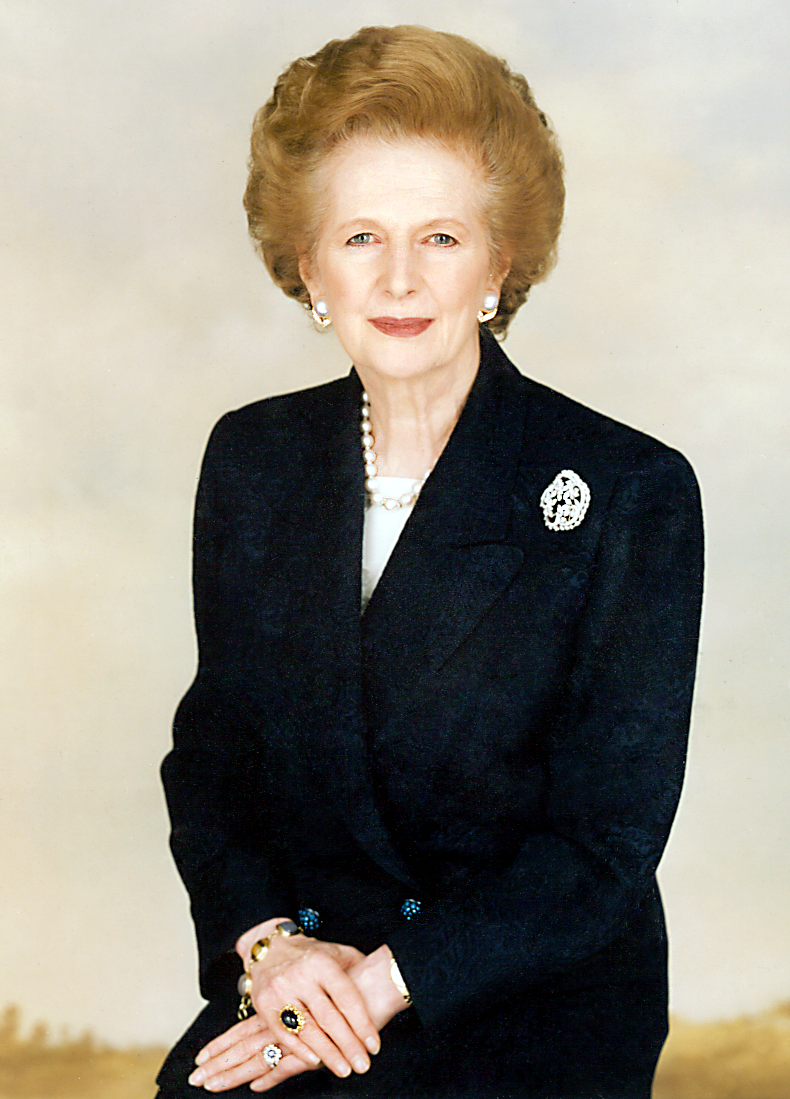
Margaret Thatcher
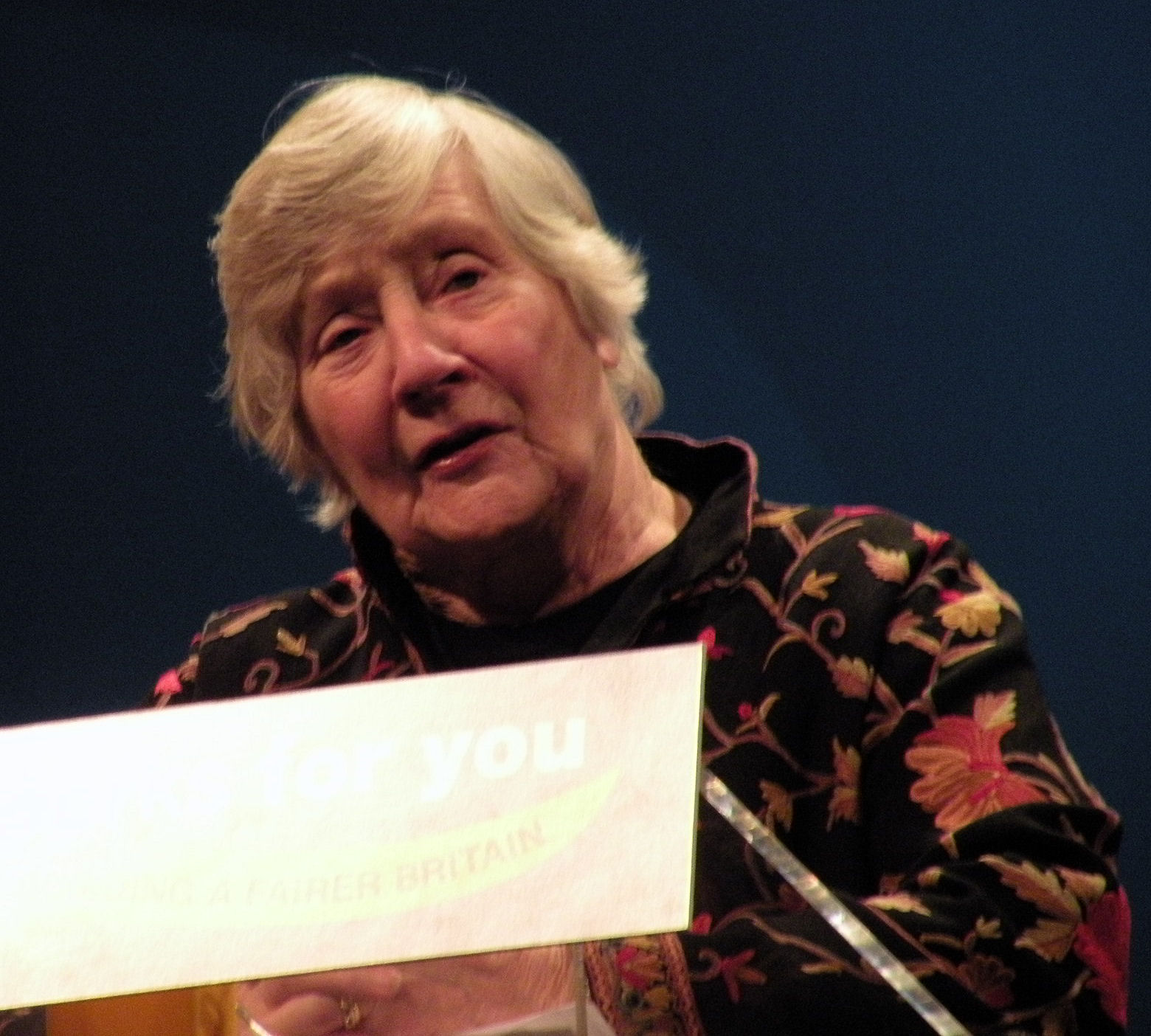
Shirley Williams